# La fuga (pel·lícula de 1937)
La fuga és una pel·lícula argentina en blanc i negre dirigida per Luis Saslavsky sobre un guió de Miguel Mileo i Alfredo G. Volpe els protagonistes principals del qual van ser Santiago Arrieta, Tita Merello, Francisco Petrone, Niní Gambier i María Santos. El film va ser estrenat el 28 de juliol de 1937 i és una història romàntica entrellaçada en una trama policial.
En una enquesta de les 100 millors pel·lícules del cinema argentí duta a terme pel Museo del Cine Pablo Ducrós Hicken l'any 2000, la pel·lícula va aconseguir el lloc 32.

## Sinopsi
Daniel, un contrabandista faldiller (Santiago Arrieta) és perseguit per un policia encarnat per Francisco Petrone. En la seva fuita l'ajuden els missatges que la seva amant (Tita Merello) li transmet en clau per mitjà dels tangos que canta en un programa radiofònic. Per a amagar-se es fa passar per mestre en una petita localitat entrerriana i quan el descobreix la policia ja ha encarat una nova vida.

## Repartiment
- Santiago Arrieta... Daniel Benítez
- Tita Merello... Cora Moreno
- Francisco Petrone... Robles
- Niní Gambier... Rosita
- María Santos... María Luisa
- Amelia Bence... Sara
- Cayetano Biondo... Traspunte
- Homero Cárpena... Don Onofrio
- Sebastián Chiola... Puentecito
- Augusto Codecá... Sr. Pallejac
- Carlos Fioriti... Cachito
- Mecha López... Anita
- Miguel Mileo
- Juan José Piñeiro... Animador
- Rosa Rosen... Lidia Báez
- George Urban

## Crítiques
El crític Domingo Di Núbila va escriure que “el director va filmar amb preocupació pel quadre i va posar la seva cultura i inquietuds al servei d'una bona història insuficientment treballada en l'aspecte psicològic i amb desnivells en qualitat humorística i diàlegs…va contribuir a despertar interès pel cinema argentí en alguns cercles sofisticats. En la interpretació van sobresortir Arrieta, Tita Merello, Petrone i, en el seu personatge farsesc a la René Clair, Augusto Codecá.”
Per la crítica del diari ‘’La Prensa’’ el film presentava: “un argument interessant, net i… edificant. Un enquadrament excel·lent, una continuïtat notable dins del cinematògraf argentí.” per la revista ‘’Cinegraf’’ era una “Admirable expressió… Una victòria d'artista culte en un camp on no n'hi ha” El crític Calki va opinar “…tot està ben fet…Saslavsky maneja amb gran seguretat els primers plans com les escenes de massa.”
La pel·lícula conté algunes perlitas com l'escena en la qual apareix el personatge d'Amelia Bence. Quan María Santos la ves i saluda en comptes de cridar-la Sara la crida en dues ocasions Elena.

## Nova versió
En 1949 Tito Davison va filmar a Mèxic una nova versió d'aquesta pel·lícula, que es va dir Medianoche, protagonitzada per Arturo de Córdova, Elsa Aguirre, Marga López, Carlos López Moctezuma i José Elías Moreno.